# One in a Million (Bebe Rexha e David Guetta)
One in a Million è un singolo della cantante statunitense Bebe Rexha e del DJ francese David Guetta, pubblicato il 4 agosto 2023 dalla Warner Music.

## Descrizione
One in a Million è un brano dance pop composto in chiave di Si maggiore con un tempo di 138 battiti per minuto. È stato scritto dalla stessa cantante con la collaborazione di Solly, Ido Zmishlany, BURNS, David Guetta, Timofey Reznikov e Martin Coogan, ed è stato prodotto da David Guetta e BURNS. Si tratta del quinto singolo pubblicato in collaborazione con Guetta.
È una canzone d'amore. in cui la cantante parla di trovare la sua anima gemella. È un promemoria che c'è qualcuno là fuori per ognuno, qualcuno che ti amerà per chi sei e ti farà sentire come se fossi unico al mondo.
Rexha, in un'intervista per Attitude, ha detto riguardo al brano: "Si tratta di trovare quella persona su cui posso contare tutto il tempo. In questo momento della mia vita c'è una vera riflessione di me stessa e di come sto cercando me stessa e lavoro su me stessa. Mi piace molto l'energia che emana."
Per Official Charts Company, Rexha ha dichiarato: "Come posso essere viva nello stesso periodo di Beyoncé? Sono così fortunata! Si tratta di quando trovi quella persona che davvero ti tocca profondamente. Per me, in questo momento della mia vita, sono io quella persona, sto lavorando su me stessa e cercando di migliorarmi ogni giorno. Per me, sono io quella persona unica al mondo."
Il brano contiene un campionamento di When Love Takes Over, singolo del 2009 di David Guetta in collaborazione con Kelly Rowland.

## Video musicale
Il videoclip, diretto da Corey Wilson, è stato pubblicato su VEVO e YouTube il 26 settembre 2023. Esso presenta la cantante esibendosi in vari set monocromatici, circondata da molte luci. Le scene alternano la cantante e il DJ che si diverte ballando e guardando l'obiettivo. Il videoclip si svolge in un'atmosfera cupa, con fasci di luce che emergono da sfondi scuri, creando un'ambientazione simile a una discoteca. Il video ha accumulato oltre 3 milioni di visualizzazioni in un mese dalla sua pubblicazione.

## Tracce
Download digitale
1. One in a Million – 2:40

Download digitale - Alok Remix
1. One in a Million (Alok Remix) – 2:22
2. One in a Million – 2:40

Download digitale - David Guetta Remix
1. One in a Million (David Guetta Remix) – 2:39
2. One in a Million – 2:40

Download digitale - Sped Up/Slowed Down
1. One in a Million – 2:40
2. One in a Million (Sped Up) – 2:12
3. One in a Million (Slowed Down) – 3:00
4. One in a Million (Instrumental) – 2:38
5. One in a Million (Extended) – 3:30

## Classifiche
| Classifica (2023) | Posizione massima |
| ----------------- | ----------------- |
| Belgio (Fiandre)  | 27                |
| Belgio (Vallonia) | 26                |
| Paesi Bassi       | 28                |
| Regno Unito       | 79                |

## Riconoscimenti
- Grammy Awards[13]
  - 2024 – Candidatura alla Miglior registrazione dance